# Universiteit van Californië - Irvine
De Universiteit van Californië - Irvine (Engels: University of California, Irvine; afgekort UCI, UC Irvine of gewoon Irvine) is een Amerikaanse openbare onderzoeksuniversiteit en een van de tien vestigingen van het gerenommeerde Universiteit van Californië-systeem. De universiteitscampus bevindt zich in Irvine (Orange County), in het zuidwesten van de staat Californië. Er studeren bijna 28.000 studenten aan UC Irvine.

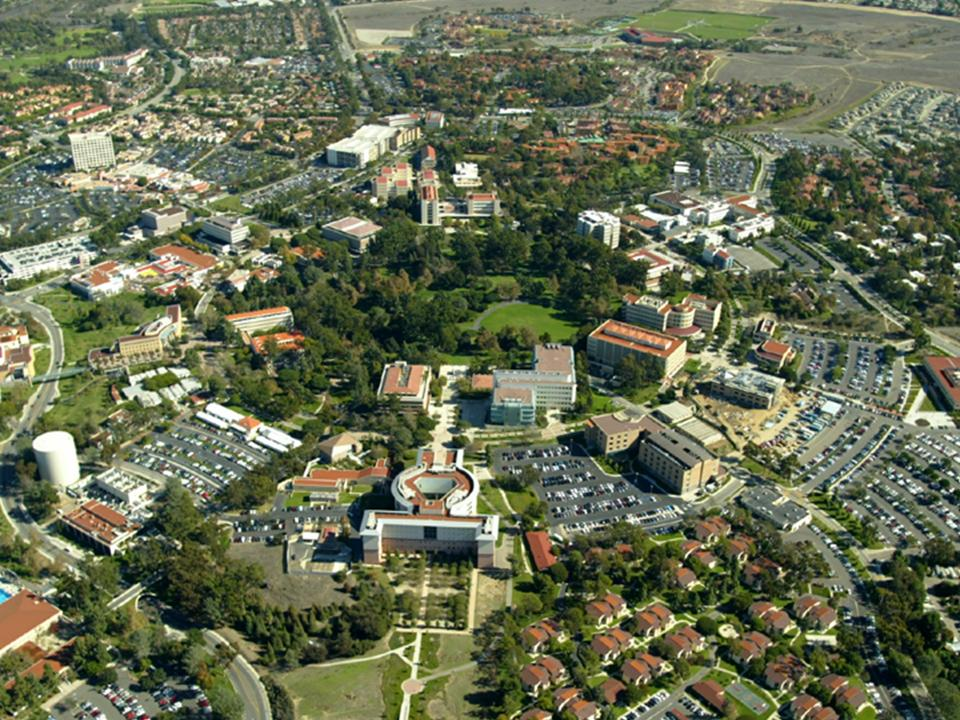
Luchtfoto van de universiteitscampus.

De universiteit werd in de jaren 1960 samen met twee andere openbare universiteiten opgericht in verband met het California Master Plan for Higher Education. Bij de oprichting van UC Irvine in 1965 bestond de stad Irvine nog niet (die werd pas in 1975 gesticht). De universiteit is dus niet naar de stad vernoemd, maar naar James Irvine, die de gronden voor één dollar aan de universiteit verkocht. De eerste diploma's werden in juni 1966 uitgereikt.